# أرييه دفورتسكي
أرييه دفورتسكي (بالعبرية: אריה דבורצקי‏) (الروسية: Арье Дворецкий) (من مواليد 3 مايو عام 1916)( وتوفى في 8 مايو عام 2008)وهو عالم رياضيات إسرائيلي روسي المولد. وكان الرئيس الثامن لمعهد وايزمان للعلوم. وحصل على جائزة إسرائيل في الرياضيات في عام 1973.   واشتهر بعمله في التحليل الوظيفي والإحصاء والاحتمالات.

## حياته
ولد دفورتسكي في عام 1916 في خورول في الإمبراطورية الروسية ( وتقع في أوكرانيا حاليا). وانتقلت عائلته إلى فلسطين عام 1922.  وتخرج من مدرسة ريئالي العبرية في حيفا عام 1933، وحصل على درجة الدكتوراه من الجامعة العبرية في القدس عام 1941. وكان المشرف عليه هو ميخائيل فيكيت. وواصل عمله في القدس، وأصبح أستاذاً متفرغاً عام 1951، وكان أول خريج في الجامعة العبرية ينال هذا الامتياز.  وتولى لاحقا منصب عميد كلية العلوم (1955- 1956) ونائب رئيس الجامعة العبرية في القدس (1959-1961).
كان دفورتسكي أستاذاً زائراً في عدد من الجامعات منها كوليج دو فرانس، وجامعة كولومبيا، وجامعة بوردو، وجامعة ستانفورد، وجامعة كاليفورنيا في بيركلي. وأستاذاً زائراً معهد الدراسات المتقدمة في برينستون لفترتين (1948-1950) و(1957-1958).
وفي عام 1975، أسس معهد الدراسات المتقدمة في القدس على أساس نموذج معهد الدراسات المتقدمة في برينستون. 
وانتخب رئيسًا للأكاديمية الإسرائيلية للعلوم والعلوم الإنسانية – 1974-1980) وأصبح لاحقًا الرئيس الثامن لمعهد وايزمان للعلوم – 1986-1989). وحصل على الدكتوراه الفخرية من جامعة تل أبيب عام 1996. 
قدم دفورتسكي خبرته إلى المؤسسة الأمنية الإسرائيلية. في عام 1960، أصبح رئيس هيئة "أنظمة رافائيل الدفاعية المتقدمة" وهي هيئة عسكرية لتطوير الأسلحة. وأصبح فيما بعد كبير العلماء في وزارة الدفاع الإسرائيلية. 
قُتل ابنه جدعون دفورتسكي في حرب يوم الغفران (حرب أكتوبر) عام 1973.
كان من بين طلابه برانكو جرونباوم ويورام ليندنشتراوس.
في عام 1998، حصل على جائزة سولومون بوبليك من الجامعة العبرية في القدس.

## روابط خارجية
- أرييه دفورتسكي في شجرة علماء الرياضيات
- صفحته في معهد وايزمان للعلوم